# Blue Byte
Blue Byte är ett företag med säte i Düsseldorf, Tyskland som utvecklar datorspel. Företaget grundades 1988 och är sedan 2001 ett dotterbolag till Ubisoft. Blue Byte är mest kända för spelserierna The Settlers och Anno.
Blue Byte hade sedan 2009 utvecklat Annoserien tillsammans med Related Designs, en studio i Mainz grundad 1995. Related Designs köptes upp av Ubisoft 2013 och blev en del av Blue Byte 2014.
En tredje studio under Blue Byte grundades 2017 i Berlin. 2019 genomförde Ubisoft en omstrukturering där Blue Byte blev en paraplyorganisation för de tyska studiorna Ubisoft Düsseldorf, Ubisoft Mainz och Ubisoft Berlin.